# Maschinenfabrik Pekrun
Die Maschinenfabrik Pekrun war vor dem Ersten Weltkrieg ein deutscher Hersteller von Automobilen und Schneckenantrieben. Unter dem noch bis Ende des Zweiten Weltkriegs genutzten Namen, zu DDR-Zeiten als VEB Getriebefabrik Coswig und heute als Auma Drives GmbH ist das im sächsischen Coswig angesiedelte Unternehmen ein Hersteller von Antriebssystemen und Schneckengetrieben.

## Geschichte
Hermann Arthur Pekrun gründete 1896 das Unternehmen in Kötitz bei Coswig. 1909 begann die Produktion von Automobilen. Der Markenname lautete Pekrun. Außerdem entstanden Teile für die Lastkraftwagen von Emil Nacke, dessen Fahrzeugfabrik ebenfalls in Coswig saß. 1911 endete die eigene Automobilproduktion.
Nacke stellte 1911 seinen ersten Zweitonner-LKW vor, dem 1913 ein Dreitonner-LKW und ein Omnibus folgten. Alle Lastkraftwagen und Busse hatten einen Schneckenantrieb der benachbarten Maschinenfabrik Pekrun. Auch die von Nacke kurzzeitig betriebenen Buslinien fuhren mit Nacke-Bussen, die mit Pekrun-Schneckenantrieben ausgestattet waren, sodass die Bergstütze wegfallen konnte.
Vor dem Ersten Weltkrieg (1908) hatte das Unternehmen auf der Grenzstraße 600 Mitarbeiter, während der Weimarer Republik 1927 hatte sich die Anzahl der Mitarbeiter verdoppelt. Der Schwerpunkt der Getriebe für Antriebstechnik lag bei eigenentwickelten Globoid-Schneckengetrieben. Der Markenname war Pekrungetriebe. Die Grundlagen für diese Getriebeart hatte der Firmeneigner ursprünglich bei der Durchsicht von britischen Patentunterlagen gefunden, woraufhin er relativ preiswert das Patent von den englischen Erfindern erwerben konnte.
Die Maschinenfabrik wurde während der Zeit des Nationalsozialismus zur Kriegsproduktion herangezogen, die gelieferten Produkte waren Schnecken- und Hydraulikgetriebe für Panzer und Unterseeboote.
Der Firmengründer Pekrun leitete das Unternehmen bis zu seinem Tod 1947. Im Oktober 1948 wurde die Maschinenfabrik Pekrun enteignet, dann verstaatlicht und 1949 in den VEB Getriebefabrik Coswig umfirmiert. Ebenfalls im Jahr 1949 wurde im Westen Deutschlands, in Iserlohn, die Maschinenfabrik pekrun Getriebebau als GmbH neugegründet, die sich heute über die Familienbande auf die gleichen Unternehmenswurzeln beruft.
Durch Eingliederung in den 1950er Jahren wurde das Coswiger Unternehmen Bestandteil des Magdeburger Kombinats Getriebe und Kupplungen. Die Getriebefabrik Coswig war der einzige Hersteller von Schneckengetrieben der DDR, was ihm im osteuropäischen Wirtschaftsraum eine marktführende Stellung einbrachte. Hauptabnehmer für die Schneckengetriebe war die UdSSR.
Im Jahr 1967 wurde die Produkttechnologie auf sogenannte Hochleistungsschneckengetriebe umgestellt, für die das Unternehmen im selben Jahr auf der Leipziger Messe eine Goldmedaille erhielt. 1984 erfolgte der Bau der Fertigungshalle auf der Grenzstraße 8.
Der Coswiger Betrieb war beim Bau des Cafés im Berliner Fernsehturm beteiligt sowie bei der Realisierung der Berliner Urania-Weltzeituhr. Vor Ort gründete die Getriebefabrik die Betriebssportgemeinschaft BSG Stahl Coswig.

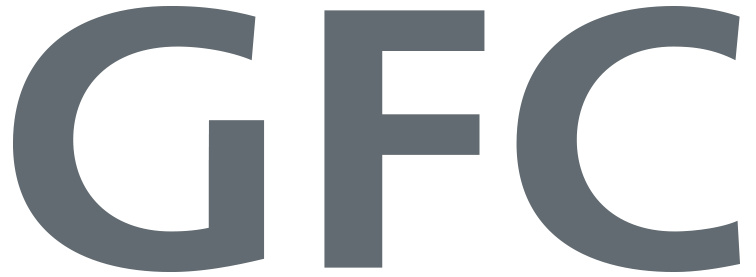
Logo der GFC AntriebsSysteme

Nach der Wende wurde der VEB Getriebefabrik Coswig zur Getriebefabrik Coswig GmbH (GFC) umgewandelt. Diese wurde 1991 durch die Müllheimer Unternehmung Werner Riester GmbH & Co. KG erworben. Dadurch wurde die GFC ein Tochterunternehmen der AUMA-Riester-Gruppe (Kürzel hergeleitet von: Armaturen- und Maschinen-Antriebe), einem Unternehmen mit 2200 Mitarbeitern. 1997 entstand an der Grenzstraße eine neue Montagehalle mit Verwaltungsgebäude.
Im Jahr 1998 bestand das Produktspektrum aus Kompaktgetrieben in Blockbauweise, dazu wurden neue Antriebssysteme für die Aufzugtechnik entwickelt.
Im Jahr 2004 erfolgte die Umbenennung in GFC AntriebsSysteme GmbH. 2006 baute sich das Werk eine neue zweite Fertigungshalle, um die Produktionskapazität wesentlich erweitern zu können. Im Jahr 2015 leitete die Auma-Gruppe einen Wandel in der Marken- und Organisationsstruktur ein, die GFC firmiert seitdem als Auma Drives.

### Familie
Hermann Arthur Pekrun war mit dem Dresdner „Pomologen vom Weißen Hirsch“ (Villa Paulus, Stangestraße 2), Karl Arthur Pekrun (1852–1940), verwandt. Dieser war ein Mitinhaber des Bankhauses Menz, Pekrun & Co. Der als Obstbauexperte bekannte Autodidakt verfasste um 1903 zwei Fachbücher über die Zucht und den Schnitt von Obstgehölzen, die unter dem Namen Arthur Pekrun als Standardwerke dieses Fachgebietes jahrzehntelang verlegt wurden: Anzucht und rationeller Schnitt aller Obstbaumformen, Pfirsich- und Weinschnitt erschien noch 1947, nachdem die Jubiläums-Ausgabe von 1922 bereits in der Auflage 126.–150. Tsd. gedruckt worden war. Sonderfragen im Obstbaumschnitt in der Auflage 56.–60. Tsd. war die Neuauflage von Anfängerfragen im Obstbaumschnitt und die sonstige Behandlung aller Obstbäume, insbes. d. sogen. „Zwergformen“ u. d. an Spalieren gezogenen Formobstbäume.

### Historische Produkte: Fahrzeuge
Der nur in einem Modell gefertigte Pekrun hatte einen Vierzylindermotor mit 2594 cm³ Hubraum und ein Dreigang-Planetengetriebe.

## Das Unternehmen heute

### Produkte und Leistungen
Die Auma Drives GmbH entwickelt und produziert unterschiedliche Produkte aus den Bereichen Getriebe, Antriebssysteme und Motoren. Für die Qualitätssicherung in allen Unternehmensbereichen nutzt Auma Drives ein QM-System nach ISO 9001 und ein UM-System nach ISO 14001. Neben Standardprodukten hat sich Auma Drives in den letzten Jahren auch auf individuelle Produktlösungen spezialisiert. Im Bereich Engineering bietet Auma Drives die Betreuung der gesamten Prozesskette von der Konzeptentwicklung über kundenspezifische Versuchsreihen bis hin zur Industrialisierung an.

#### Getriebebau
Im Getriebebau entwickelt und produziert Auma Drives Produkte wie Schneckenradsätze, Schneckengetriebe, Stirnradschneckengetriebe, Schneckenstirnradgetriebe und Doppelschneckengetriebe.

#### Antriebssysteme
Komplette Antriebssysteme werden geliefert für folgende Systemlösungen: Aufzugsantriebe, Fahrtreppenantriebe und Drehwerksgetriebe.

#### Motoren
Motoren werden für folgende Anwendungsfälle erzeugt: Getriebemotoren, Servoantriebe und Direktantriebe.

### Referenzen weltweit
Produkte von Auma Drives lassen sich weltweit in Großprojekten finden. So wurden Auma-Getriebe in der weltweit größten Meerwasserentsalzungsanlage verbaut. Ebenso sollten sie ihren Zweck im geplanten, weltgrößten Solarthermie-Kraftwerk in Kalifornien erfüllen. Außerdem setzen Konzerthäuser wie das Bolschoi-Theater in Moskau oder die Dresdner Semperoper Auma-Getriebe in ihrer Bühnentechnik ein.

## Schriften
- Maschinenfabrik Pekrun (Hrsg.): Pekrungetriebe. Hauptliste Ausgabe 6. Zwischen Motor und Arbeitsmaschine. Schneckengetriebe, Zahnrädergetriebe, Stufengetriebe. Katalog. Coswig um 1925.